# 412

## Nașteri
- 8 februarie: Proclus, filosof neoplatonist grec (d. 485)

## Decese
- 15 octombrie: Teofil al Alexandriei  (n. ?)
- dată necunoscută: Uldin  (n. ?)
- dată necunoscută: Alexie, omul lui Dumnezeu sfânt (n. ?)
- dată necunoscută: Sarus (got)  (n. ?)